# Ратмелл, Малькольм
Малькольм Ратмелл (англ. Malcolm Charles Rathmell; 18 июня 1949, Отли) — английский мототриалист, чемпион мира (Европы) по мототриалу 1974 года, 6-кратный чемпион Великобритании (1972, 1974–1976, 1979, 1981).

## Спортивная карьера
Отец Малькольма, Эрик Ратмелл, был организатором национального триального соревнования Ilkley Grand National Trial, а также занимался на любительском уровне мотокроссом. В возрасте 17 лет Малькольм Ратмелл дебютировал в триале, хорошо показал себя на национальном уровне и получил спонсорскую поддержку бренда Triumph.
В 1967 году он одержал победу на национальном триале в Клейтоне, опередил в том числе суперзвезду и чемпиона Европы Сэмми Миллера. К концу 1968 года Triumph уходит из триала, и Ратмелл присоединяется к официальной команде Greeves. На Greeves он выступает не только в триалаХ. но также в мотокроссе и эндуро.
В 1970 году Ратмелл дебютирует в Чемпионате Европы, который позже станет Чемпионатом мира по мототриалу. Перспективы Greeves становятся туманны, и он переходит в Bultaco. В 1972-м он впервые становится чемпионом Великобритании на Bultaco Sherpa T. В 1974 году Ратмелл выигрывает последний Чемпионат Европы — уже в том году в его зачёт входили гонки в США и Канаде, а годом позже он получил статус Чемпионата мира. Команда Bultaco на тот момент была фактически непобедимой — помимо Ратмелла, на Bultaco ездили Мартин Лэмпкин, Алан Лэмпкин, Шарль Кутар и Юрьё Вестеринен.
В конце сезона 1974 года Ратмелл подписывает контракт с командой Montesa с условием плотного участия в разработке новой триальной модели с объёмом двигателя 306cc. В 1975 году появилась даже именная модель Ратмелла — Montesa Cota 348 Rathmell Replica. Ратмелл выступал на высоком уровне ещё несколько лет, перейдя впоследствии в Suzuki, затем вернувшись в Montesa. В 1982 году Ратмелл объявил об окончании карьеры.

## Частная жизнь
В 1971 году Ратмелл женился на Роде, сестре своего товарища по команде Джима Коннора. В 1973 году у него родился сын Мартин, а ещё через два года — дочь Соня. Рода и дети сопровождали мужа почти на все соревнования.
После окончания карьеры Ратмелл купил гостиницу, но шестью годами позже отказался от гостиничного бизнеса и вернулся к триалу уже в качестве тренера. Впоследствии он занимался импортом итальянских мотоциклов Aprilia в Великобританию, организовал триальную команду Aprilia, а также был дилером по продаже французских мотоциклов Sherco. Сегодня Ратмелл возглавляет свою компанию по продаже мотоциклов и аксессуаров Malcolm Rathmell Sports Ltd.

## Результаты выступлений в Чемпионате Европы и мира по мототриалу
| Год  | Мотоцикл          | 1      | 2      | 3     | 4     | 5      | 6      | 7      | 8      | 9      | 10    | 11    | 12     | 13    | 14    | Место | Очки     |
| ---- | ----------------- | ------ | ------ | ----- | ----- | ------ | ------ | ------ | ------ | ------ | ----- | ----- | ------ | ----- | ----- | ----- | -------- |
| 1970 | Greeves / Bultaco | GER    | FRA    | GBR 2 | BEL   | IRL 2  | ESP 6  | FIN    | SWE    | POL    |       |       |        |       |       | 5     | 29       |
| 1971 | Bultaco           | GER    | GBR 4  | BEL 2 | IRL 2 | FRA 3  | ESP 3  | SUI 11 | FIN 1  | SWE 6  |       |       |        |       |       | 2     | 59 (72)  |
| 1972 | Bultaco           | BEL 2  | IRL 2  | FRA 1 | ESP 5 | GBR 11 | GER 2  | ITA 3  | FIN 2  | SWE 3  | SUI   |       |        |       |       | 2     | 73 (89)  |
| 1973 | Bultaco           | IRL 6  | BEL 1  | ESP 6 | FRA 8 | POL 2  | ITA 10 | FIN 1  | SWE 10 | SUI 10 | GER 5 |       |        |       |       | 3     | 58 (64)  |
| 1974 | Bultaco           | USA 2  | IRL 7  | BEL 2 | ESP 2 | GBR 1  | FRA 10 | ITA 1  | POL 2  | GER 2  | FIN 2 | SWE 3 | CZE 7  | SUI 1 |       | 1     | 93 (136) |
| 1975 | Montesa           | IRL 8  | BEL 1  | ESP 3 | GBR 2 | FRA 2  | POL 1  | ITA 3  | CAN 4  | USA 1  | FIN 5 | SWE 8 | SUI 3  | GER 6 | CZE 3 | 3     | 99 (134) |
| 1976 | Montesa           | IRL 5  | BEL 1  | ESP 4 | GBR 1 | FRA 1  | GER 12 | ITA 4  | USA 3  | SWE 6  | FIN 2 | SUI 5 | CZE 2  |       |       | 2     | 87 (112) |
| 1977 | Montesa           | IRL 1  | GBR 1  | BEL 1 | ESP 7 | FRA 13 | GER 4  | USA 9  | CAN 3  | SWE 3  | FIN 8 | CZE 5 | SUI 2  |       |       | 3     | 100      |
| 1978 | Suzuki            | IRL 11 | GBR 10 | BEL 8 | FRA 9 | ESP 11 | GER 12 | USA 7  | ITA    | AUT 18 | FIN   | SWE   | CZE    |       |       | 14    | 11       |
| 1979 | Montesa           | IRL 4  | GBR 1  | BEL 3 | NED 7 | ESP 11 | FRA 7  | CAN 1  | USA 4  | ITA 8  | SWE 9 | FIN 4 | CZE 17 |       |       | 5     | 77       |
| 1980 | Montesa           | IRL 6  | GBR 3  | BEL 8 | ESP 7 | AUT 5  | FRA 13 | SUI 5  | GER 5  | ITA    | FIN   | SWE   | CZE    |       |       | 8     | 40       |
| 1981 | Montesa           | ESP 20 | BEL 6  | IRL 4 | GBR 3 | FRA 12 | ITA 9  | AUT 8  | USA 12 | FIN    | SWE   | CZE   | GER    |       |       | 11    | 28       |
| 1982 | Montesa           | ESP    | BEL    | GBR 9 | ITA   | FRA    | GER    | AUT    | CAN    | USA    | FIN   | SWE   | POL    |       |       | 24    | 2        |